# Laopania
Laopania is een kevergeslacht uit de familie van de boktorren (Cerambycidae). De wetenschappelijke naam van het geslacht werd voor het eerst geldig gepubliceerd in 2010 door Holzschuh.

## Soorten
Laopania is monotypisch en omvat slechts de volgende soort:
- Laopania spectabilis Holzschuh, 2010